# Impulsive!
Impulsive! è un album di Eliane Elias e Bob Brookmeyer pubblicato nel 1997 dall'etichetta Stunt Records.
In questo disco Bob Brookmeyer e la pianista-compositrice Eliane Elias sono supportati da musicisti dell'orchestra jazz della radio danese.
L'album fu registrato il 23-26 febbraio del 1997 allo "Studio Broadcast House" di Copenaghen in Danimarca.

## Tracce
1. Just Kiddin' – 7:31 (Eliane Elias)
2. So in Love – 8:42 (Eliane Elias)
3. Moments – 9:13 (Eliane Elias)
4. The Time Is Now – 11:48 (Eliane Elias)
5. One Side of You – 7:52 (Eliane Elias)
6. Impulsive! – 10:02 (Eliane Elias)

## Formazione
- Bob Brookmeyer - trombone a pistoni, conduttore musicale
- Eliane Elias - pianoforte
- Palle Bolvig - flugelhorn, tromba
- Jens Winther - flugelhorn, tromba
- Henrik Bolberg Pedersen - flugelhorn, tromba
- Tomas Franck - clarinetto, sassofono soprano, sassofono tenore
- Michael Hove - clarinetto, flauto, sassofono alto, sassofono soprano
- Flemming Madsen - clarinetto, clarinetto basso, brass
- Uffe Markussen - clarinetto, clarinetto basso, sassofono soprano e tenore
- Steen Hansen - corno baritono, trombone
- Axel Windfel - trombone basso, tuba
- Kjeld Ipsen - trombone
- Nikolaj Bentzon - tastiere, sintetizzatore
- Anders Lindvall - chitarra
- Thomas Ovesen - basso, contrabbasso
- Jonas Johansen - batteria
- Ethan Weisgard - percussioni
- "Danish Radio Jazz Orchestra" - (orchestra jazz musicale della radio danese)